# コントレール〜罪と恋〜
『コントレール〜罪と恋〜』（コントレール つみとこい）は、2016年4月15日から6月10日までNHK総合・ドラマ10枠にて放送された日本のテレビドラマ。全8話。脚本は大石静、主演は石田ゆり子。

## 概要
火曜22時台から金曜22時台に移設された「ドラマ10」枠の移設後第1作であり、『セカンドバージン』『ガラスの家』などの脚本を手掛けた大石静のオリジナル脚本による「切なく激しい大人のためのラブストーリー」。無差別殺人事件により夫を失った主人公・文と、犯人を取り押さえる際に過ってその夫を死なせてしまった男性・瞭司との、「許されざる恋」を描く。
2008年に東京・秋葉原で発生した秋葉原無差別殺傷事件から着想し、事件現場に居合わせた人々の経験した恐怖に思いを馳せつつ、無差別殺人事件によって不条理に人生を狂わされた男女がめぐり逢い数奇な運命を辿るドラマとして、年月をかけて構想された。17歳差の愛を描いた『セカンドバージン』、義理の息子との恋を描いた『ガラスの家』に続き本作でも「禁断の恋」をとり上げることで、常識や倫理を突き破らないと手に入らない恋を描くことにより常識や倫理の向こう側にある真実に焦点を当て、既成の価値観に対し「本当にそうなのか?」との疑問を投げかける。
題名の「コントレール」は英語で「ひこうき雲」の意味で、文にとっては「すぐに消えてしまう幸せの象徴」であり、瞭司にとっては「人を殺めた時に見た悲劇の象徴」。また、文が営むドライブインの店名ともなっている。タイトルロゴの「恋」の字の「心」（したごころ）の部分が赤字で左右を反転させた鏡文字になっており、表向きとは異なる心の奥底に渦まく裏腹な感情を表現している。また、同じく赤字で書かれた「罪」の字の「非」の部分と組み合わせると「悲」の字となる。
2016年2月のクランクインから同5月のクランクアップまで、3か月をかけて撮影。外光が差し込み柔らかい光が溢れた「コントレール」の店内セットから、カメラワーク、音楽に至るまで美的にこだわり、フランス映画を意識して制作された。

## あらすじ
2008年12月、東京・品川で発生した無差別殺人事件に遭遇した弁護士・長部瞭司は、居合わせた青木敦と2人で犯人を取り押さえようと立ち向かうが、犯人ともみ合う中で犯人から取り上げたナイフで敦の首を切りつけ死なせてしまう。
事件から6年後、敦の妻・文は、亡き夫とともに始めた海辺のドライブイン「コントレール」を細々と営みつつ、夫の死後に誕生した1人息子・友樹と暮らしている。事件を担当した刑事・佐々岡滋が、文に思いを寄せつつ、文と友樹を気づかって「コントレール」をたびたび訪れる。義母・英恵も佐々岡との縁談を勧めるものの、文は魅力を感じない。
犯人の死刑が執行された翌日、ひこうき雲（コントレール）に導かれるように、事件のショックにより失声症で声を失いトラックドライバーとなった瞭司が「コントレール」へやってくる。2人は互いに吸い寄せられるように惹かれ合い、やがて結ばれる。2人は逢瀬を重ね、瞭司は文との関係を深めることで事件のトラウマにより長い間失っていた声を徐々に取り戻してゆく。
そんなある日、敦の浮気相手で6年前の事件で瞭司が敦を切りつけた瞬間を目撃していた篠崎圭子が、犯人の死刑執行を知ってインドから帰国、敦の知人を名乗って焼香に現れる。偶然瞭司と文との交際を知ることとなった圭子は、2人への憎しみを募らせてゆく。圭子は警察に瞭司の罪を訴えるものの、とりあってはもらえない。
瞭司に自らの過去を打ち明けたいと思い始めていた文は、品川の無差別殺人事件で夫を失ったことを瞭司に告げると、真相を悟った瞭司は文の前から姿を消す。店も友樹も放置して必死で瞭司を探しまわる文を見かねた佐々岡は瞭司の元を訪れ、文のために真相を告げてほしいと頭を下げ、ついに瞭司は文に6年前の事件の真相を語りそして別れを告げる。
瞭司と別れた文は友樹の母として生きることを決意、佐々岡からプロポーズも断り、仕事と子育てに励もうとする。一方瞭司は、取引先とのトラブルを起こした勤務先の多田羅運送を法律の知識を駆使して窮地から救う。「コントレール」の客足が落ちカレー弁当の販売を始めた文は、配達からの帰路にスーツ姿の瞭司と偶然再会。瞭司の変化を感じとった文は、店を畳み佐々岡と結婚することを決意する。
文は佐々岡のもとで友樹と3人で結婚生活を始め、瞭司は小さな法律事務所を開設して法律相談に乗り始める。そんな矢先、圭子の画策により6年前の事件での瞭司の罪を告発する記事が雑誌に掲載され、さらに圭子は文と瞭司を品川の事件現場へ呼び出す。自分を庇って殺された敦の死は自分のせいだと自らを責める圭子をなだめた文は、止めたままの時計を進めるようにと諭す。その直後、交通事故で圭子を庇った瞭司は、意識不明の重体となって病院に搬送される。
入院中の瞭司のことが気掛かりでならない文に、佐々岡は文の瞭司への思いを改めて思い知らされる。やがて瞭司が意識を取り戻し退院、それを知った文は、最後の思い出とするために、人手に渡る直前の「コントレール」へ瞭司を呼び出す。

## 登場人物
青木 文（あおき あや） → 佐々岡 文（ささおか あや）〈45〉
演 - 石田ゆり子
無差別殺人事件により夫・敦を失い、カレー食堂「ドライブイン・コントレール」を営みつつ、シングルマザーとして1人息子・友樹を育てる。事件を担当した品川南署の刑事・佐々岡と後に再婚。
長部 瞭司（おさべ りょうじ）〈39〉
演 - 井浦新
将来を嘱望された弁護士だったが、無差別殺人事件に遭遇して文の夫・敦と共に犯人を取り押さえようともみ合った際、過って敦の首を切りつけ死に至らしめる。そのショックから失声症となり、トラックドライバーとしてひっそりと生活する。
佐々岡 滋（ささおか しげる）
演 - 原田泰造
無差別殺人事件を担当した品川南署の刑事。のちに文の夫、友樹の継父。事件後も文と友樹の親子のことを気づかい、文への恋心を秘めつつ「コントレール」へ足繁く通う。
篠崎 圭子（しのざき けいこ）
演 - 桜庭ななみ
文の夫・敦と愛人関係。無差別殺人事件に遭遇する。
田渕 さゆみ（たぶち さゆみ）
演 - 堀内敬子
文の中学時代からの親友。「コントレール」を手伝っている。
長部 遥平
演 - 忍成修吾
瞭司の弟。検事。
長部 聡子
演 ‐ 高林由紀子
瞭司の母。
青木 敦（あおき あつし）
演 - 丸山智己
文の亡き夫。6年前、無差別殺人事件に巻き込まれ、瞭司に頸動脈を切断され故人となる。
青木 友樹（あおき ともき） → 佐々岡 友樹（ささおか ともき）〈5〉
演 - 松浦理仁
文の1人息子。父・敦の死後に誕生した。
多田羅 剛志（たたら つよし）
演 - 中西良太
運送会社「多田羅運送」の社長。瞭司がトラックドライバーとして勤務している。
中山 ユイ
演 - 入山法子
遥平の婚約者。瞭司の元婚約者。弁護士。
兵藤 雄彦（ひょうどう たけひこ）
演 - 村田雄浩
6年前、佐々岡と共に無差別殺人事件を担当した先輩刑事。
長部 義斗
演 - 村井國夫
瞭司の父。最高裁判事。
青木 英恵（あおき はなえ）
演 - 野際陽子
文の義母。亡き夫・敦の母。

## スタッフ
- 脚本 - 大石静
- 音楽 - 羽深由理、大間々昂
- 主題歌 - 鈴木雅之「泣きたいよ」（作詞・作曲 - 玉置浩二）
- 制作統括 - 勝田夏子
- 演出 - 柳川強、橋爪紳一朗

## 放送日程
| 各話   | 放送日  | サブタイトル        | 演出       |
| ------ | ------- | ------------------- | ---------- |
| 第1回  | 4月15日 | 夫を殺した男(ひと） | 柳川強     |
| 第2回  | 4月22日 | 密会                | 柳川強     |
| 第3回  | 4月29日 | 忍び寄る過去        | 橋爪紳一朗 |
| 第4回  | 5月06日 | 禁じられた告白      | 橋爪紳一朗 |
| 第5回  | 5月13日 | 残酷な恋の終わり    | 柳川強     |
| 第6回  | 5月20日 | あなたは もういない | 橋爪紳一朗 |
| 第7回  | 6月03日 | 消せない傷          | 柳川強     |
| 最終回 | 6月10日 | 明日、ひこうき雲が  | 柳川強     |

## 関連番組
- ドラマ10「コントレール〜罪と恋〜」放送直前スペシャル 第一夜 - 第三夜（2016年4月12日 - 14日、NHK総合）[注 1]
出演 - 大石静、YOU、小野文惠

## 関連商品

### ノベライズ
- 松平知子 『コントレール 罪と恋』（2016年5月13日、小学館文庫、ISBN 978-4094062892）

### CD
- 羽深由理、大間々昂 『NHKドラマ10「コントレール〜罪と恋」オリジナルサウンドトラック』（2016年5月25日、スザクミュージック、NGCS-1067）

### DVD
- コントレール〜罪と恋〜 DVD-BOX（4枚組）（2016年10月19日、ポニーキャニオン、PCBE-63626）